# 傑拉足球會
傑拉足球會(Gela Calcio)是意大利的一個足球俱樂部，總部設在傑拉。該俱樂部成立於1975年。目前於意大利足球推廣聯賽角逐。

## 外部連結
- Official site